# Sabicea ingrata
Sabicea ingrata är en måreväxtart som beskrevs av Karl Moritz Schumann. Sabicea ingrata ingår i släktet Sabicea och familjen måreväxter.
Artens utbredningsområde är São Tomé.

## Underarter
Arten delas in i följande underarter:
- S. i. ingrata
- S. i. insularis